# MÁV IC+
A MÁV IC+ a MÁV-START Zrt. (ma MÁV Személyszállítási Zrt.) számára tervezett (negyedik generációs) InterCity személykocsi típus.

## Előzmények
1991-ben a MÁV InterCity szolgáltatása átalakított belföldi gyorsvonati kocsikkal indult meg. (Bko sorozat, komfortkocsik) Ezek belső felépítése megegyezett a belföldi gyorsvonatok első osztályú kocsijaival. Később a pécsi IC üzembeállításával párhuzamosan már nem fülkés, hanem termes elrendezésű – győri gyártású gyorsvonati kocsikból 1994-től átépített – 2. generációs IC-kocsikat készítettek a Dunakeszi járműjavítóban. A régebbi fülkés kocsikat pedig fokozatosan kivonták az IC forgalomból, azóta gyorsvonatokba sorolva közlekednek. A 2010-es évekre a magyar vasút járműparkja elöregedett. A korábbi években a járműállománynak a regionális és elővárosi vonalakon futó részét frissíteni tudták, ám a távolsági forgalomban továbbra is a régi technikailag elavult és elhasználódott kocsik közlekedtek. Ebben a helyzetben a harmadik generáció programjának mindössze hét darabos flottája nem eredményezett érdemi változást.

### A prototípus-kocsik gyártása
A távolsági forgalom járműparkjának frissítésére a MÁV-GÉPÉSZET Zrt. egy új, hazai és nemzetközi igényeknek megfelelő vasúti kocsitípus megtervezését és megépítését javasolta. Az IC+-nak elkeresztelt vasúti kocsi két prototípusát a MÁV-GÉPÉSZET szolnoki telephelyén tervezték megépíteni. A vállalat vezetőinek szándéka már kezdetben túlmutatott a két vasúti kocsi megtervezésén és megépítésén: a valódi cél az 1994 óta szünetelő magyar vasúti személykocsi gyártás feltámasztása volt.
A 200 km/h sebességre is alkalmas IC+ két prototípusát 2012-re tervezték befejezni. 2012. január 31-én a szolnoki vasútijármű javítási telephelyén a MÁV-GÉPÉSZET Zrt. aláírta a Nemzeti Fejlesztési Ügynökséggel (NFÜ) az Új Széchenyi Terv keretében elnyert támogatási szerződést. Ezzel egy időben került sor a megfelelőség értékelési megállapodás aláírására is a TÜV Rheinland InterCert Kft. képviselőjével. A gyártás során a vasút számos nehézséggel szembesült: főként a szabályok időközbeni szigorodása hátráltatta a munkát. A Szolnoki járműjavítóban épülő első két IC+-kocsi 2013 kora tavaszán volt olyan állapotban, hogy meg lehetett mutatni a sajtó munkatársainak. Az első prototípus-kocsi végül jelentős késéssel, 2013 nyarán készült el.

### Engedélyezés és bemutatás
A két Bpmz betűjelű vasúti kocsit elkészültük után Ausztriában a legkülönfélébb próbáknak és teszteknek tették ki. A bécsi Rail Tec Arsenal vizsgálóközpontban szélcsatorna- és hőtesztnek vetették alá az előbb elkészült kocsit, majd a Bécs–Salzburg-vasútvonalon végeztek vele nagy sebességű próbafutást és fékteszteket. A próbákon átesett kocsikat 2014 márciusában a magyar sajtónak és közönségnek a Nyugati pályaudvaron, a nemzetközi szakembereknek pedig szeptemberben a berlini InnoTrans vasúti szakkiállításon mutatták be.
A magyarországi Nemzeti Közlekedési Hatóság 2014 szeptemberében engedélyezte az IC+-ok próbaüzemben való használatát, így a kocsik 2014. október 21-én először menetrend szerinti forgalomban közlekedhettek. A végleges típusengedélyt a 250 ezer kilométer teljesítése után kapták meg a kocsik 2015 júniusában.
A kocsik 2015 őszén először jártak Párkányban, hogy a külföldi vasutak személyzete is elsajátíthassa a kezelésüket. Az elkészült két prototípus-kocsit 2015 decemberétől a Budapest–Prága–Hamburg vasútvonal EuroCity és EuroNight vonataiban állították szolgálatba. Az IC+-kocsikat 2016-ban a Magyar Termék Nagydíj Innovációs Nívódíjával tüntették ki.

### A sorozatgyártás
A MÁV-START a sorozatgyártás kezdetét 2016-ra tervezte. A projekt elején a kocsinak két változatát tervezték megépíteni, a magyarországi belföldi forgalomban használt változat 160 km/h, a nemzetközi változat pedig 200 km/h sebességre képes. A MÁV-START vezérigazgatója terveiben előbb 50, majd 100 részben magyarországi, részben nemzetközi IC+ kocsi 2016-os gyártásáról számolt be. 2016 elején Fónagy János egy parlamenti képviselő kérdésére válaszolva 20 kocsi gyártásáról írt 2017-es kezdéssel. A sorozatgyártás megkezdéséről végül 2016 áprilisában született döntés: a Kormány 100 kocsi 2017 és 2019 közötti gyártásának finanszírozásáról határozott. Még ugyanabban a hónapban a MÁV megkezdte 20 nemzetközi kivitelű (10 termes elrendezésű és 10 többcélú teres) kocsi gyártásának előkészítését. A 2018 során zajló sorozatgyártás eredményeként elsőként megépült 61 55 84-91 400-1 pályaszámú Bbdpmz kocsit a Vasúttörténeti Parkban mutatták meg az érdeklődőknek 2018 nyarán, majd a nemzetközi szakmai közönségnek is a berlini InnoTrans 2018 kiállításon szeptember közepén.
2018 őszétől a sorozatgyártás felpörgött. Előbb a 10 nemzetközi forgalomra szánt többcélú kocsi készült el, majd 2019 tavaszától további tíz nemzetközi forgalomban résztvevő másodosztályú termes kocsi épült meg. A kocsik elkészültük és a próbafutás után szinte azonnal forgalomba álltak a MÁV-START belföldi vonataiban. A sorozatgyártás első 20-as kontingensének lezárását a 2019-es vasutasnapon ünnepelte a MÁV, ahol bemutatták az utolsóként elkészült termes kocsit. 2019 nyarán a vasút a sorozatgyártás folytatására is engedélyt kapott. 2019 augusztusában kezdődött meg a sorozatgyártás második kontingensének összeszerelése. 2019 őszétől 35 másodosztályú többcélú teres kocsi épült Szolnokon a belföldi forgalom céljaira. (Az első sorozat nemzetközi és a második sorozat belföldi kocsijai között egy jelentősebb különbség van: a nemzetközi forgalomban előírt három kerekesszékes férőhely helyett a belföldi kocsikban csak kettőt létesítettek.) A harmincötödik többcélú teres kocsit további harmincöt belföldi forgalmú első osztályú kocsi építése követte.
A sorozatgyártás folytatásaként 2021-ig különböző dokumentumokban legtöbbször további 250 darab különböző típusú kocsi megépítését említették, amelyeket a belföldi InterCity és az országot érintő EuroCity hálózatban szeretnének használni. 2021 tavaszán a sorozatgyártás harmadik hulláma egyre konkrétabb formát öltött. Elsőként a vasúttársaság 86 darab termes (Bpmz) kocsi megépítésének előkészítését kezdte meg.

### Forgalomba állás
Az első többcélú teres IC+-kocsi 2018. december 8-án kezdte meg utasforgalmi próbaüzemét. 2019. február 26-án már 6 kocsi szállított utasokat, mely napon az Innovációs és Technológiai Minisztérium (ITM) Vasúti Hatósági Főosztálya az egyik többcélú IC+-kocsi hatósági futópróbája során az ajtóműködésben műszaki rendellenességet tapasztalt az oldalajtók zárásának vezérlésével összefüggésben. Az ITM azonnali hatállyal kivonta a kocsikat a forgalomból, az utasforgalmi próbaüzemet a fellépő hiányosság megoldásáig és a hatóság részére történő bemutatásáig átmenetileg felfüggesztették. A szériagyártás első 20 darabja a belföldi vonatokon állt szolgálatba, 2019 nyarán a Budapest és Balaton között közlekedő vonatokban futottak. A nemzetközi forgalomra szánt többcélú kocsik a 2019 decemberi menetrendváltás után kezdték meg külföldi szereplésüket, kiváltván a Hungária EC-ben futó idősebb német kerékpárszállító kocsikat. Az első belföldi többcélú kocsik 2020 februárjában kezdték meg rendes szolgálatukat, elsőként Budapest és Zalaegerszeg között Göcsej IC-ben. 2020 augusztusára már a tizennegyedik belföldi többcélú kocsi is forgalomba állt, ekkortól már a Budapest és Nyíregyháza közötti járatokra  is jutott belőlük. A Szolnoki Járműjavító 2020 decemberében jelentette az ötvenedik kocsi elkészültét, amelyet 50-es számmal megjelölve bocsájtottak forgalomba.
A sajtónak 2021. szeptember 23-án mutatták be az első és prémiumosztályú kocsit. Ez is egy többcélú kocsi, termes részében 15 első osztályú ülés található. Két csendes fülkéjében egyenként hat, első osztályú hely van, további két fülkéjében pedig egyenként négy, prémium (1+) osztályba sorolt, fotelszerű ülés. Bejelentették, hogy utóbbiak (az első osztályú tarifán felül) 1000 forintos helyjegyért vehetők majd igénybe. A vagonban található egy kicsi bisztrószakasz is. Ez nem tartalmaz főzőkonyhát, de italok és csomagolt hideg ételek értékesítésén kívül előregyártott főttételek szervírozására alkalmas.

### További fejlesztések
- Vezérlőkocsi: A nyilvánosság előtt elsőként a sorozatgyártás első darabjának bemutatásán említette Kerékgyártó József MÁV-START vezérigazgató, hogy a vállalat az IC+-hoz tervezett vezérlőkocsi építését tervezi.[26] 2020-ban a vállalat már konkrét lépéseket tett a sorozathoz tartozó vezérlőkocsi létrehozására, amelyet a Ganz Hungária vasúti járműgyártó által tervezett forgóvázakkal képzeltek el.[34] Egy 2020 végén adott nyilatkozatában Kerékgyártó két prototípus-vezérlőkocsi megépítését említette, ezek műszaki tervezése az interjú idején már folyamatban volt.[35]
- 2020-ban tervezés alatt állt a kocsi alacsonypadlós változata.[35] Vizsgálták egy még nagyobb férőhelykapacitású kerékpárszállító kocsi építésének indokoltságát is.[35]
- Hálókocsi, fekvőhelyes kocsi: Szintén tervezi a MÁV az IC+ szériára alapozott hálókocsi és fekvőhelyes kocsik építését, amelyeket a vállalat EuroNight és éjszakai gyorsvonati flottájában szándékoznak bevetni.[25]
- 2023 májusában, a MÁV Vagon privatizációjának bejelentésekor első ütemben 157 új IC+ kocsi építését említették.[36]
- 2023 nyarán a MÁV-START vezérigazgatója 300 darab különböző típusú IC+ beszerzését látta szükségesnek a magyar vasút szerepkörének megőrzése céljából.[37]

## Műszaki jellemzése
Az IC+ kocsik jellemzői a MÁV-START Zrt. által megfogalmazott műszaki és utaskomfort-igények szerint készülnek. Az egyes típusok közös jellemzői:
- korszerű, műanyag nagypaneles utastérburkolat,
- a kocsi teljes légkondicionálása,
- zártrendszerű illemhely, mely pelenkázóasztallal is el van látva,
- hordozható számítógépek, mobileszközök energiáját biztosító hálózat,
- GPS-vezérelt, fedélzeti és külső audiovizuális utastájékoztató rendszer,
- háromnyelvű (magyar-német-angol nyelvű) hangos utastájékoztató rendszer,
- vezetéknélküliinternet-szolgáltatás (WIFI).
- 100%-os villámvédelem

Öt áramnemű (1000V 16,6 Hz, 1500V 50 Hz, 1500V=, 3000V= és 3000V 50 Hz) energiaellátó-egységgel, valamint Európában használatos mindkét vészfékáthidaló-rendszerrel (DB és UIC), továbbá EP-fékkel, valamint a 160 km/h felett szükséges mágneses sínfékkel is el vannak látva. Az IC+-kocsi kielégíti a hagyományos vasúti járművekre vonatkozó TSI-előírásokat is, ezek tartalmazzák mindazon követelményeket, amelyek biztosítják az Európa országain belüli átjárhatóságot. A TÜV Rheinland InterCert Kft. látja el a műszaki paraméterek megfelelőségi értékelését, amely a vonatkozó irányelvek (2009/131/EK és 2011/18/EU irányelvekkel módosított 2008/57/EK irányelv) szerint biztosítja a hagyományos és nagysebességű európai vasúti rendszerekben a kölcsönös átjárhatóságot.
| Kocsi jellege                              | UIC pályaszámok | UIC betűjel | Gyártás ideje         | Mennyiség | Sebesség | Sajátos jellemzők | fénykép |
| ------------------------------------------ | --------------- | ----------- | --------------------- | --------- | -------- | --- | ------- |
| Prototípus-kocsik (2. osztályú nemzetközi) | 20-91 400–401   | Bpmz        | 2012-'13              | 2 db      | 200 km/h | 80 másodosztályú ülőhely 2 illemhely |         |
| Többcélú nemzetközi                        | 84-91 400–409   | Bbdpmz      | 2018-'19              | 10 db     | 200 km/h | 37 másodosztályú ülőhely 2×5 2. oszt. ülőhely ún. családi különszakaszokban 3 férőhely kerekesszékes utasok számára 2 kerekesszék-emelő szerkezet Kerekesszékkel használható mosdó Tárolóhely 2 babakocsi és 8 kerékpár számára Töltési lehetőség elektromos kerékpárok és kerekesszékek számára Légpumpa kerékpárosok számára |         |
| 2. osztályú nemzetközi                     | 20-91 410-419   | Bpmz        | 2019 első félév       | 10 db     | 200 km/h | 80 másodosztályú ülőhely 2 illemhely A kocsik belső színvilágukban és anyaghasználatukban eltérnek a prototípusoktól |         |
| Többcélú belföldi                          | 84-91 410–444   | Bbdpmz      | 2019 aug. - 2021 jan. | 35 db     | 200 km/h | A kocsi beltere nagy vonalakban azonos nemzetközi forgalmú többcélú kocsiéval. Eltér a belső burkolóelemek jellege és az ülőhelyek elosztása: 42 másodosztályú ülőhely termes elrendezésben 2×5 2. oszt. ülőhely ún. családi különszakaszokban 2 férőhely kerekesszékes utasok számára                                         |         |
| 1. osztályú/üzleti/büfé                    | 85-91 400-434   | ARmz        | 2020 aug. - 2022 okt. | 35 db     | 200 km/h | 15 első osztályú ülőhely termes elrendezésben 2×6 1. oszt. ülőhely ún. csendes fülkékben 2×4 1+ oszt. ülőhely ún. üzleti fülkékben Büfé 4 férőhellyel |         |

A kocsik részegységeinek és alkatrészeinek túlnyomó része, az előzetes felmérések szerint, a nyílt pályáztatásokat követően hazai beszállítóktól érkezhet majd. A projekt finanszírozásába a MÁV-GÉPÉSZET saját erőforrásai mellett uniós források bevonását is tervezi. A MÁV-GÉPÉSZET célja, hogy a külföldi beszerzési forrásokkal összevetve versenyképes áron kínált termékkel vegyen részt a MÁV-START tervezett járműkorszerűsítési programjában. A sorozatgyártás megvalósulása esetén lehetőség nyílik a 17 éve szünetelő hazai járműgyártás újraindítására, amely új munkahelyeket teremthet, egyúttal a hazai járműgyártási iparág egyes szereplőinek kínálhat partnerséget.